# Иловайский, Давид Иванович
Дави́д (Давы́д) Ива́нович Илова́йский (12 (24) февраля 1878, область Войска Донского — 11 февраля 1935, Москва) — русский и советский палеонтолог, крупный специалист в области стратиграфии и палеонтологии мезозойских отложений, профессор Московской горной академии.

## Биография
Родился 12 (24) февраля 1878 года в Области Войска Донского в семье отставного есаула Ивана Григорьевича Иловайского; внук генерала Г. Д. Иловайского. Учился сначала в Коллегии Павла Галагана, а с 1892 году — в 3-й Московской гимназии, которую окончил в 1896 году с золотой медалью.
В том же году поступил на историко-филологический факультет Императорского Московского университета. Однако уже на первом курсе он перевелся на естественное отделение физико-математического факультета, которое окончил (1900) с дипломом 1-й степени и был оставлен на кафедре геологии для подготовки к профессорскому званию. Ученик А. П. Павлова.
В 1904 году он начал читать лекции в Московском университете как сверхштатный ассистент; в 1915 году был утверждён в звании приват-доцента.
Приват-доцент (доцент; 1917—1920), профессор (1920—1924) Донского университета в Ростове-на-Дону. Преподавал геологию в Ростовском политехникуме водного транспорта. В Ростове подобрал и взял на воспитание 11-летнего мальчика-беспризорника С. А. Христиановича, ставшего впоследствии академиком АН СССР, Героем Социалистического Труда, лауреатом трёх Сталинских премий.
С 1922 года — профессор кафедры геологии и палеонтологии геологоразведочного факультета Московской горной академии, заведовал кабинетом палеонтологии геологического института МГА. После разделения академии на шесть самостоятельных вузов в 1930 году — профессор Московского нефтяного института имени И. М. Губкина, где преподавал до конца жизни.
Скончался в Москве 11 февраля 1935 года. Похоронен на Ваганьковском кладбище.

## Научная и преподавательская деятельность
Первым научным исследованием Д. И. Иловайского стала дипломная работа «Оксфордский и секванский ярусы Московской и Рязанской губерний». На основании палеонтологических данных, полученных в результате изучения аммонитов, двустворчатых и брюхоногих моллюсков, он «не только четко определил нижнюю и верхнюю границы оксфорда в России, но и заложил основы современного зонального деления всех подъярусов оксфорда на Русской платформе». Эта работа в 1901 г. была отмечена золотой медалью университета.
После выступления с докладом «Об оксфордском ярусе в Центральной России» на заседании Императорского Московского общества испытателей природы (МОИП) в 1903 г. Д. И. Иловайский был избран действительным членом Общества по предложению А. П. Павлова и В. Д. Соколова. В том же году работа была опубликована в «Бюллетене МОИП».
По совету А. П. Павлова с 1902 г. Д. И. Иловайский приступил к изучению мезозойских отложений труднодоступных и малоизученных районов восточного склона Урала и изложил первые результаты исследований в статьях 1903—1905 гг. Публикацию 1915 г. «Ляпинский край. Очерк географии его и геологии» он начал словами благодарности А. П. Павлову за предложенную тему и постоянное внимание к проводившимся исследованиям. Эта работа предваряла монографию Д. И. Иловайского «Верхнеюрские аммониты Ляпинского края», первая часть которой вышла из печати в 1917 г. В ней он разработал методику изучения аммонитов и описал аммониты нового рода Pavlovia, названного им в честь А. П. Павлова. Вторая часть монографии так и осталась неопубликованной, были напечатаны только литографированные таблицы с изображениями аммонитов.
В 1934 г. профессор Д. И. Иловайский издал учебник «Руководство по палеозоологии беспозвоночных», составленный из курсов его лекций. Для каждого крупного таксона беспозвоночных Д. И. Иловайский привел сведения по биологии современных его представителей, чтобы подчеркнуть связь между ископаемыми и современными организмами и отметить «неполноту геологической летописи». Биостратиграфия для Д. И. Иловайского была основой геологических исследований, и этому он учил студентов: «Если человек, работающий в этой области, будет ясно сознавать истинную природу ископаемых, то и содержащие их породы будут для него не только известняками, глинами и т. д., но он прежде всего будет видеть в каждой из них осадок, отложившийся в определённой среде».
Несмотря на напряженную педагогическую деятельность Д. И. Иловайский не прекращал научных исследований. Он провел съемку 130-го листа 10-вёрстной карты Европейской части СССР (1928—1931 гг.), много консультировал как высококвалифицированный палеонтолог.
Большинство работ Д. И. Иловайского посвящены стратиграфии и палеонтологии мезозойских отложений Восточно-Европейской платформы.
Он был активным членом МОИП, с 1911 г. состоял в Геологическом отделении Императорского Общества любителей естествознания, антропологии и этнографии, был членом Уральского общества любителей естествознания и Всероссийского палеонтологического общества.
В последние годы жизни он работал над текстом монографии, посвященной критическому пересмотру и описанию аммонитов кимериджского и волжского ярусов оренбургской юры. Главу о кимериджских аммонитах он писал совместно с К. П. Флоренским, который взял на себя подготовку рукописи к печати. Монография Д. И. Иловайского и К. П. Флоренского «Верхнеюрские аммониты бассейнов рек Урала и Илека» была издана МОИП в 1941 г. под редакцией А. Л. Яншина.
Автор 20 работ, большая часть которых посвящена стратиграфии и палеонтологии мезозойских отложений Восточно-Европейской платформы.

## Избранные труды
- Ilovaisky D. L’oxfordien et le sequanien des gouvernements de Moscou et de Riasan // Bull. Soc. natur. Moscou. 1903. T. 17. P. 222—292.
- Иловайский Д. И. Мезозойские отложения Ляпинского края // Бюлл. МОИП. 1903. Т. 17. № 4. С. 429—434 : ил. URL
- Иловайский Д. И. Поездки в Ляпинский край // Землеведение. (1903) 1904. Т. 10. К. 4. С. 1-22
- Иловайский Д. И. Ляпинский край: Очерк географии его и геологии. М.: т-во тип. А. И. Мамонтова, 1915. [3], 59 с. : карт.
- Иловайский Д. И. Всероссийские археологические съезды // Сборник статей в честь графини Прасковьи Сергеевны Уваровой. (1885—1915). М.: т-во Скоропечатня А. А. Левенсон 1916. С. 1-5. URL
- Иловайский Д. И. Верхнеюрские аммониты Ляпинского края: В 2 т. М.: т-во тип. А. И. Мамонова, 1917: Т. 1. 180 с. URL; Т 2. Атлас. V, XII с. (Работы Геол. отд. ОЛЕАЭ; 1).
- Иловайский Д. И. О некоторых новых видах рода Choristites Fisch. из каменноугольных отложений Донецкого бассейна // Бюллетень МОИП. Отд. геол. 1926. Т. 4. № 3/4. C. 265—274.
- Иловайский Д. И. Новые данные по плеченогим из свит M и N Донецкого карбона // Изв. Геол. ком. 1929. Т. 48. № 2. С. 201—213 : табл.
- Иловайский Д. И. Руководство по палеозоологии беспозвоночных: В 2 ч. М.; Грозный; Л.; Новосибирск: ОНТИ, 1934. Ч. 1. 223 с. Ч. 2. Атлас. 138 с.
- Иловайский Д. И. Угли восточного склона Северного Урала // Разведка недр. 1935. № 15. С. 16-17.
- Иловайский Д. И., Флоренский К. П. Верхнеюрские аммониты бассейнов рек Урала и Илека. М.: МОИП, 1941. 194 с. (Материалы к познанию геол. строения СССР; Вып. 1/5).

## Память
Именем Д. И. Иловайского названы:
- Ilowaiskya, Vjalov, 1940 — род юрских аммонитов
- Cardioceras ilovaiskii, D. Sokolov, 1929 — вид юрских аммонитов
- Paragastrioceras ilovaiskyi, Ruzhencev, 1956 — вид нижнепермских аммонитов
- Gobius ilovaiskii, Bogatschov, 1955 — вид миоценовых рыб.

В Государственном геологическом музее им. В. И. Вернадского РАН хранятся монографические коллекции Д. И. Иловайского.